# Старчевич, Анте
А́нте Ста́рчевич, (хорв. Ante Starčević, 23 мая 1823, Житник, Госпич — 28 февраля 1896, Загреб) — австро-венгерский политик хорватского происхождения, публицист и писатель. Активный деятель движения за независимость Хорватии, один из основателей Хорватской партии права. Писал на экавском диалекте сербохорватского языка (в настоящее время экавский диалект используется исключительно в Сербии), стремился к тому, чтобы экавский диалект лёг в основу единого языка.
Наряду с политической деятельностью известен как публицист и теоретик хорватского национализма. 
В современной Хорватии нередко именуется «отцом отечества» (хорв. otac domovine).

## Биография
Осенью 1845 года окончил гимназию в Загребе, затем семинарию в Сени, затем изучал богословие в Пеште (ныне — часть Будапешта). В 1846 году получил почётную степень доктора философии в Пештском университете. После этого принимает решение отказаться от карьеры священника и посвятить себя политике, увлекается идеями независимости Хорватии. Неудачно пытается получить место преподавателя в Загребском университете, после чего работает в адвокатской конторе г. Шрама до 1861 года. В том же году избран главным нотариусом Риекской жупании, а также депутатом хорватского Сабора от Хрелин-Гробниковского уезда.
26 июня 1861 года вместе с другим депутатом  — Эвгеном Кватерником — представил на заседании Сабора программу, декларирующую наделение Хорватии правами широкой автономии в составе Габсбургской монархии (на тот момент Хорватия была разделена на несколько частей). 26 июня 1861 года принято считать днём основания Хорватской партии права.
В 1862 году депутатские полномочия Старчевича были приостановлены, и как «противник существующего строя» он месяц находился в заключении. Вновь избран депутатом  Хорватского сабора в 1865 году от пятого загребского округа, а в 1871 и в 1878 гг. — от Риеки.
Старчевич, в отличие от ряда известных хорватских деятелей, например, Йосипа Елачича, рассматривал Габсбургскую монархию не как защитника хорватского народа от посягательств венгерских националистов, а как противника хорватской независимости. Также выступал против позиции церкви, которую обвинял в отсталости населения и в прислуживании иностранцам (австрийцам и венграм). Считал, что суверенитет хорватского народа происходит от него самого, а не от поставленного над ним «Божьей милостью» монарха. Под влиянием идей Французской революции боролся против пережитков феодализма и за демократизацию общественной жизни. В политике опирался на горожан, зажиточное крестьянство и интеллигенцию. Во второй половине XIX века Старчевич был одним из наиболее последовательных борцов за расширение гражданских прав и политических свобод.
В 1863 году снова попал в заключение, а после того, как был выпущен из тюрьмы, вновь работал в администрации Шрама до октября 1871 года. После подавления восстания Кватерника в Раковице был опять арестован, а Хорватская партия права — распущена. В 1878 году избран депутатом Сабора, и находился в этой должности до своей смерти в 1896 году. Клерикалы нападали на Старчевича, называя его бунтовщиком, атеистом и антихристианином.
В своих трудах Старчевич пропагандировал антисемитизм, расизм и сербофобию. По примеру Венгрии в рамках двуединой монархии он сформулировал идею о существовании «одного единственного хорватского политического народа». Также Старчевич стал автором теории «Бог и хорваты», что означало, что на землях, которые он считал хорватскими, правят только Бог и хорватский народ. Значительную роль в своих трудах он отводил римско-католической церкви в «растворении с её помощью в хорватской среде пришлого сербского населения».
К боснийским мусульманам Старчевич относился с большим уважением, считая их «самым благородным дворянством, которое только знала Европа», которое не имеет ничего общего «с турецким мусульманским племенем». Такая позиция сочеталась у него с сильнейшей сербофобией. Старчевич утверждал, что якобы не существует никакой сербской нации, а сербами называли пришлых (прежде всего пленных и рабов). Само происхождение слова «серб» он выводил от латинского «servus» (раб).
Похоронен согласно завещанию в церкви св. Мирка в загребских Шестинах, памятник ему создал известный хорватский скульптор Иван Рендич. Старчевич изображён на самой крупной хорватской купюре в 1000 кун.

## Идеология
Старчевич утверждал, что хорваты — «господствующий народ», некогда завоевавший и ассимилировавший иноэтничное население Хорватии, Славонии, Далмации, Боснии. Все эти земли Старчевич называл «хорватскими».

## Публикации
- «Ustavi Francezke», Zagreb 1889.
- «Djela, Knjiga I—III», Odbor Kluba Stranke prava, Zagreb 1893. — 1894.
- «Iztočno pitanje», Zagreb 1899.
- «Naputak za pristaše Stranke prava», Zagreb 1900.

## Галерея

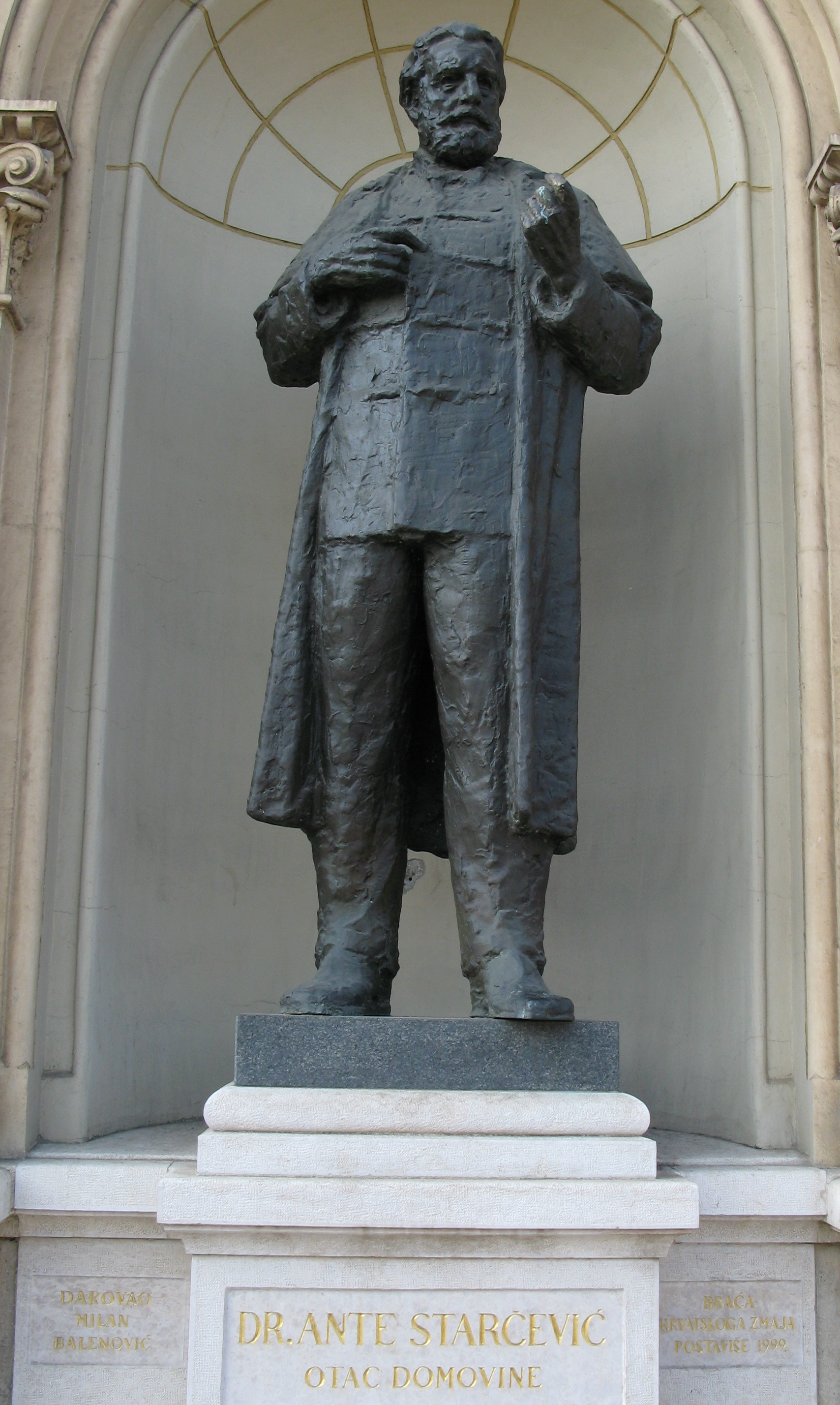
Статуя на площади Старчевича (около площади Томислава) в Загребе
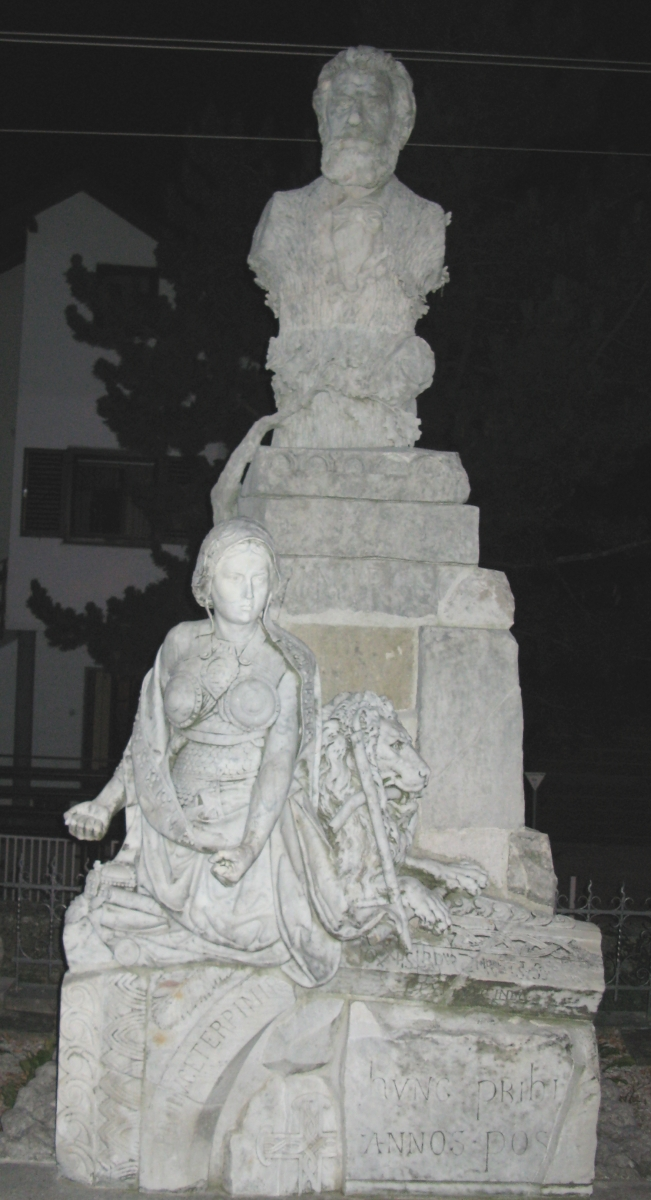
Памятник Анте Старчевичу перед церковью св. Мирко в Шестинах, скульптор Иван Рендич
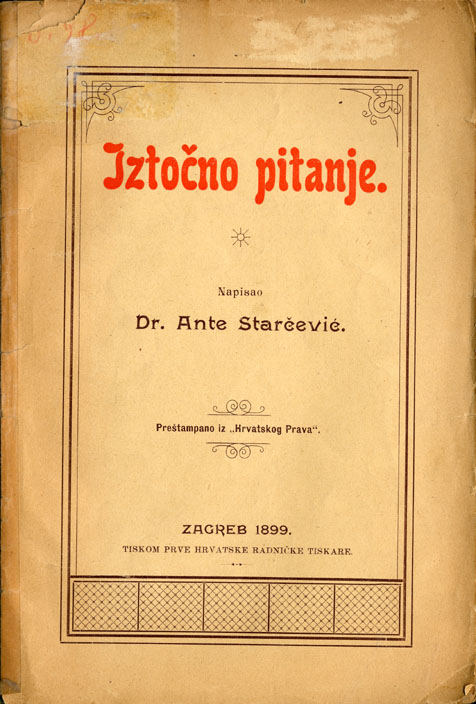
Обложка книги «Iztočno pitanje», изданной в 1899 году